# Liga de Campeones de voleibol masculino de 2014-15
La Liga de Campeones de voleibol masculino de 2014-15 fue la 56° edición de la historia de la competición organizada por la CEV entre el 4 de noviembre de 2014 y el 29 de marzo de 2015. La Final Four se disputó en la ciudad de Berlín donde los rusos del VK Zenit Kazán ganaron su tercera Liga de Campeones, la segunda en las últimas cuatro temporadas.

## Equipos participantes
En la edición de la Liga de Campeones de 2014-15 participan 28 equipos; 26 de estos son definidos según el coeficiente CEV de las ligas que se determina basándose en los resultados de los clubes durante las anteriores temporadas. Las otras tres plazas son entregadas por medio de wild card por la misma CEV; todavía debido a la renuncia del equipo de Serbia y de un equipo de Grecia la federación añade otras dos wild card.
| Pos. | País            | Plazas | Equipos                                                | Wild card            | Tot |
| 1    | Italia          | 3      | Lube Macerata, Pallavolo Piacenza y Sir Safety Perugia |                      | 3   |
| 2    | Polonia         | 3      | Skra Bełchatów, Resovia Rzeszów y Jastrzębski Węgiel   |                      | 3   |
| 3    | Rusia           | 2      | VK Zenit Kazán y VKL Novosibirsk                       | Belogori'e Bélgorod  | 3   |
| 4    | Turquía         | 2      | Halkbank Ankara y Fenerbahçe Estambul                  |                      | 2   |
| 5    | Bélgica         | 2      | Knack Roeselare y Topvolley Antwerpen                  | Noliko Maaseik       | 3   |
| 7    | Alemania        | 2      | SSC Berlín y VfB Friedrichshafen                       |                      | 2   |
| 6    | Francia         | 2      | Tours Volley-Ball y París Volley                       |                      | 2   |
| 8    | Grecia          | 2      | Olympiacos SF Pireo y un equipo renuncia               |                      | 1   |
| 9    | Austria         | 1      | SK Aich/Dob                                            | Hypo Tirol Innsbrick | 2   |
| 10   | Rumania         | 1      | Tomis Constanza                                        |                      | 1   |
| 11   | Serbia          | 1      | sin equipo                                             |                      | 0   |
| 12   | Eslovenia       | 1      | ACH Volley                                             |                      | 1   |
| 13   | España          | 1      | CAI Teruel                                             |                      | 1   |
| 14   | Montenegro      | 1      | Rivijera Budva                                         |                      | 1   |
| 15   | Bulgaria        | 1      | Marek Union                                            |                      | 1   |
| 16   | República Checa | 1      | VK Budejovice                                          |                      | 1   |
| 17   | Suiza           | nc     |                                                        | PV Lugano            | 1   |

## Fase de grupos

### Fórmula
El 2 de julio en Viena los equipos fueron sorteados en siete grupo de cuatro; equipo del mismo país no pueden estar en el mismo grupo. 
En la fase de grupos los equipo reciben tres puntos por cada victoria obtenida con el resultado de 3-1 y 3-0 y dos puntos si el triunfo es por 3-2; reciben un punto por cada derrota por 2-3 y ninguno por los partidos perdidos por 1-3 y 3-0. Los primeros equipos de cada grupo y los seis mejores segundos se clasifican a la siguiente ronda. El primer criterio de desempate es el ratio/set y luego el ratio/puntos.
Los cuatro mejores equipos entre los eliminados de la fase grupos (de hecho el peor de los segundos y los tres mejores terceros) son repescados para el Challenge Round de la Copa CEV 2014-15.

|  | Equipos clasificados para los Playoff de la Liga de Campeones 2014-15. |
|  | Equipos repescados para el Challenge Round de la Copa CEV 2014-15.     |
|  | Equipos eliminados de la competición.                                  |

### Grupo A
| Pos. | Equipo             | Pt | G | P | SG | SP | Ratio | PG  | PP  | Ratio |
| ---- | ------------------ | -- | - | - | -- | -- | ----- | --- | --- | ----- |
| 1.   | Tomis Constanza    | 14 | 5 | 1 | 17 | 9  | 1.889 | 583 | 549 | 1.062 |
| 2.   | Pallavolo Piacenza | 12 | 4 | 2 | 16 | 12 | 1.333 | 643 | 600 | 1.072 |
| 3.   | Knack Roeselare    | 9  | 3 | 3 | 13 | 13 | 1.000 | 564 | 571 | 0.988 |
| 4.   | PV Lugano          | 1  | 0 | 6 | 6  | 18 | 0.333 | 498 | 568 | 0.877 |

|     | Con | Pia | Roe | Lug |
| --- | --- | --- | --- | --- |
| Con | -   | 2-3 | 3-1 | 3-0 |
| Pia | 2-3 | -   | 3-1 | 3-1 |
| Roe | 2-3 | 3-2 | -   | 3-1 |
| Lug | 1-3 | 2-3 | 1-3 | -   |

### Grupo B
| Pos. | Equipo             | Pt | G | P | SG | SP | Ratio | PG  | PP  | Ratio |
| ---- | ------------------ | -- | - | - | -- | -- | ----- | --- | --- | ----- |
| 1.   | VKL Novosibirsk    | 15 | 5 | 1 | 15 | 6  | 2.500 | 521 | 437 | 1.119 |
| 2.   | Jastrzębski Węgiel | 11 | 4 | 2 | 13 | 8  | 1.625 | 471 | 435 | 1.083 |
| 3.   | CAI Teruel         | 7  | 2 | 4 | 9  | 12 | 0.750 | 457 | 498 | 0.918 |
| 4.   | Marek Union        | 3  | 1 | 5 | 6  | 17 | 0.353 | 453 | 532 | 0.852 |

|     | Nov | Jas | Ter | Uni |
| --- | --- | --- | --- | --- |
| Nov | -   | 3-0 | 3-1 | 3-0 |
| Jas | 1-3 | -   | 3-0 | 3-0 |
| Ter | 3-0 | 0-3 | -   | 2-3 |
| Uni | 1-3 | 2-3 | 0-3 | -   |

### Grupo C
| Pos. | Equipo          | Pt | G | P | SG | SP | Ratio | PG  | PP  | Ratio |
| ---- | --------------- | -- | - | - | -- | -- | ----- | --- | --- | ----- |
| 1.   | Resovia Rzeszów | 14 | 5 | 1 | 15 | 5  | 3.000 | 460 | 400 | 1.150 |
| 2.   | SSC Berlín      | 14 | 4 | 2 | 16 | 7  | 2.286 | 542 | 478 | 1.134 |
| 3.   | Rivijera Budva  | 5  | 2 | 4 | 7  | 15 | 0.467 | 465 | 518 | 0.898 |
| 4.   | ACH Volley      | 3  | 1 | 5 | 5  | 16 | 0.313 | 434 | 505 | 0.859 |

|     | Res | Ber | RiB | ACH |
| --- | --- | --- | --- | --- |
| Res | -   | 3-0 | 0-3 | 3-0 |
| Ber | 2-3 | -   | 3-0 | 3-1 |
| RiB | 3-0 | 3-2 | -   | 3-1 |
| ACH | 1-3 | 0-3 | 3-1 | -   |

### Grupo D
| Pos. | Equipo              | Pt | G | P | SG | SP | Ratio  | PG  | PP  | Ratio |
| ---- | ------------------- | -- | - | - | -- | -- | ------ | --- | --- | ----- |
| 1.   | VK Zenit Kazán      | 18 | 6 | 0 | 18 | 0  | máximo | 453 | 344 | 1.317 |
| 2.   | VfB Friedrichshafen | 10 | 3 | 3 | 11 | 9  | 1.222  | 452 | 431 | 1.049 |
| 3.   | SK Aich/Dob         | 5  | 2 | 4 | 7  | 15 | 0.467  | 457 | 521 | 0.877 |
| 4.   | Olympiacos Pireo    | 3  | 1 | 5 | 4  | 16 | 0.250  | 420 | 486 | 0.864 |

|     | Kaz | Fri | Dob | Oly |
| --- | --- | --- | --- | --- |
| Kaz | -   | 3-0 | 3-0 | 3-0 |
| Fri | 0-3 | -   | 2-3 | 3-0 |
| Dob | 0-3 | 0-3 | -   | 1-3 |
| Oly | 0-3 | 0-3 | 1-3 | -   |

### Grupo E
| Pos. | Equipo              | Pt | G | P | SG | SP | Ratio | PG  | PP  | Ratio |
| ---- | ------------------- | -- | - | - | -- | -- | ----- | --- | --- | ----- |
| 1.   | Belogori'e Bélgorod | 15 | 5 | 1 | 16 | 5  | 3.200 | 507 | 439 | 1.115 |
| 2.   | Lube Macerata       | 10 | 3 | 3 | 12 | 10 | 1.200 | 509 | 481 | 1.058 |
| 3.   | Fenerbahçe Estambul | 7  | 3 | 3 | 11 | 14 | 0.786 | 537 | 574 | 0.936 |
| 4.   | París Volley        | 3  | 1 | 5 | 6  | 16 | 0.375 | 462 | 521 | 0.887 |

|     | Bel | Mac | Fen | Par |
| --- | --- | --- | --- | --- |
| Bel | -   | 3-0 | 3-1 | 3-0 |
| Mac | 1-3 | -   | 3-0 | 3-0 |
| Fen | 3-1 | 3-2 | -   | 3-2 |
| Par | 0-3 | 1-3 | 3-1 | -   |

### Grupo F
| Pos. | Equipo               | Pt | G | P | SG | SP | Ratio | PG  | PP  | Ratio |
| ---- | -------------------- | -- | - | - | -- | -- | ----- | --- | --- | ----- |
| 1.   | Skra Bełchatów       | 18 | 6 | 0 | 18 | 2  | 6.000 | 500 | 405 | 1.235 |
| 2.   | Topvolley Antwerpen  | 9  | 3 | 3 | 11 | 10 | 1.100 | 478 | 478 | 1.000 |
| 3.   | Hypo Tirol Innsbruck | 6  | 2 | 4 | 8  | 13 | 0.615 | 501 | 504 | 0.994 |
| 4.   | VK Budejovice        | 3  | 1 | 5 | 4  | 16 | 0.250 | 399 | 491 | 0.813 |

|     | SkB | Ant | Inn | Bud |
| --- | --- | --- | --- | --- |
| SkB | -   | 3-0 | 3-0 | 3-0 |
| Ant | 1-3 | -   | 3-1 | 3-0 |
| Inn | 0-3 | 3-1 | -   | 3-0 |
| Bud | 1-3 | 0-3 | 3-1 | -   |

### Grupo G
| Pos. | Equipo             | Pt | G | P | SG | SP | Ratio | PG  | PP  | Ratio |
| ---- | ------------------ | -- | - | - | -- | -- | ----- | --- | --- | ----- |
| 1.   | Sir Safety Perugia | 14 | 5 | 1 | 16 | 6  | 2.667 | 526 | 484 | 1.087 |
| 2.   | Halkbank Ankara    | 14 | 5 | 1 | 16 | 9  | 1.778 | 605 | 541 | 1.118 |
| 3.   | Tours Volley-Ball  | 5  | 1 | 5 | 9  | 15 | 0.600 | 521 | 563 | 0.925 |
| 4.   | Noliko Maaseik     | 3  | 1 | 5 | 6  | 17 | 0.353 | 475 | 539 | 0.881 |

|     | Per | Ank | Tou | Maa |
| --- | --- | --- | --- | --- |
| Per | -   | 3-1 | 3-0 | 3-0 |
| Ank | 3-1 | -   | 3-1 | 3-1 |
| Tou | 2-3 | 1-3 | -   | 3-0 |
| Maa | 0-3 | 2-3 | 3-2 | -   |

## Fase de Playoffs

### Fórmula
La CEV elige el equipo organizador de la Final Four entre los trece calificados tras la fase de grupos; dicho equipo es automáticamente calificado para la semifinal de la Liga de Campeones. Los equipos restantes participan en la fase de playoff disputada en eliminatorias a doble partido: el equipo que gana los dos se clasifica para la siguiente ronda. En la eventualidad que ambos equipos se hayan llevado un partido, se disputará un set de desempate a los 15 puntos llamado golden set o set de oro solamente si: 

- los dos equipo ganaron el mismo número de set o

- los equipos ganaron por 3-0 o 3-1 y perdieron por 0-3 o 1-3
Equipo procedentes del mismo grupo no pueden enfrentarse en la ronda de Playoff 12 mientras que en la eventualidad que tres equipos del mismo país se clasifican para los Playoff 6 habrá que emparejar dos de ellas porqué no pueden estar más de dos equipos del mismo país en las semifinales de la Final Four.
El sorteo de la fase de playoff tuvo lugar el 28 de enero de 2015 en la sede de la CEV en Ciudad de Luxemburgo y la organización de la Final Four fue entregada a los alemanes del SSC Berlín en la misma capital de Alemania.

### Cuadro
|  | Playoff 12                          | Playoff 12                          | Playoff 12                          |   |  | Playoff 6                | Playoff 6                | Playoff 6                |
|  | 10-12 de febrero - 17-19 de febrero | 10-12 de febrero - 17-19 de febrero | 10-12 de febrero - 17-19 de febrero |   |  | 4 de marzo - 11 de marzo | 4 de marzo - 11 de marzo | 4 de marzo - 11 de marzo |
|  |                                     |                                     |                                     |   |  |                          |                          |                          |
|  | Tomis Constanza                     | 0                                   | 3                                   |   |  |                          |                          |                          |
|  | VKL Novosibirsk                     | 3                                   | 3                                   |   |  |                          |                          |                          |
|  |                                     |                                     |                                     |   |  | VKL Novosibirsk          | 1                        | 3                        |
|  |                                     | Resovia Rzeszów                     | 3                                   | 2 |  |                          |                          |                          |
|  | VfB Friedrichshafen                 | 2                                   | 1                                   |   |  |                          |                          |                          |
|  | Resovia Rzeszów                     | 3                                   | 3                                   |   |  |                          |                          |                          |
|  |                                     |                                     |                                     |   |  |                          |                          |                          |
|  | Jastrzębski Węgiel                  | 2                                   | 3                                   |   |  |                          |                          |                          |
|  | Sir Safety Perugia                  | 3                                   | 0                                   |   |  |                          |                          |                          |
|  |                                     |                                     |                                     |   |  | Sir Safety Perugia       | 3                        | 1                        |
|  |                                     | Skra Bełchatów                      | 2                                   | 3 |  |                          |                          |                          |
|  | Lube Macerata                       | 0                                   | 1                                   |   |  |                          |                          |                          |
|  | Skra Bełchatów                      | 3                                   | 3                                   |   |  |                          |                          |                          |
|  |                                     |                                     |                                     |   |  |                          |                          |                          |
|  | Pallavolo Piacenza                  | 0                                   | 2                                   |   |  |                          |                          |                          |
|  | VK Zenit Kazán                      | 3                                   | 3                                   |   |  |                          |                          |                          |
|  |                                     |                                     |                                     |   |  | VK Zenit Kazán           | 3                        | 2                        |
|  |                                     | Halkbank Ankara                     | 0                                   | 3 |  |                          |                          |                          |
|  | Halkbank Ankara (sdo)               | 1                                   | 1                                   |   |  |                          |                          |                          |
|  | Belogori'e Bélgorod                 | 3                                   | 3                                   |   |  |                          |                          |                          |

| Ida                                                                  | Vuelta                                                                |
| -------------------------------------------------------------------- | --------------------------------------------------------------------- |
| Friedrichshafen - Resovia 2-3 (25-19, 24-26, 25-20, 17-25, 15-17)    | Resovia - Friedrichshafen 3-1 (25-18, 25-16, 22-25, 25-17)            |
| Constanza - Novosibirsk 0-3 (21-25, 15-25, 20-25)                    | Novosibirsk - Constanza 3-0 (25-13, 25-12, 25-21)                     |
| Jastrzębski Węgiel - Perugia 2-3 (25-18, 21-25, 25-27, 26-24, 11-15) | Perugia - Jastrzębski Węgiel 3-0 (25-18, 25-22, 25-17)                |
| Macerata - Bełchatów 0-3 (22-25, 19-25, 13-25)                       | Bełchatów - Macerata 3-0 (26-24, 19-25, 25-22, 25-21)                 |
| Piacenza - Zenit Kazán 0-3 (22-25, 22-25, 19-25)                     | Zenit Kazán- Piacenza 3-2 (25-13, 24-26, 25-14, 30-32, 15-10)         |
| Halkbank Ankara - Bélgorod 3-1 (25-20, 20-25, 26-24, 28-26)          | Bélgorod- Halkbank Ankara 3-1 (14-25, 25-17, 25-16, 25-22; sdo 11-15) |

| Ida                                                         | Vuelta                                                               |
| ----------------------------------------------------------- | -------------------------------------------------------------------- |
| Novosibirsk - Resovia 1-3 (25-20, 21-25, 27-29, 17-25)      | Resovia - Novosibirsk 2-3 (20-25, 25-19, 25-22, 19-25, 15-17)        |
| Perugia - Bełchatów 3-2 (25-17, 20-25, 25-23, 23-25, 16-14) | Bełchatów - Perugia 3-0 (16-25, 25-22, 25-23, 25-18)                 |
| Zenit Kazán- Halkbank Ankara 3-0 (25-19, 25-18, 25-17)      | Halkban Ankara - Zenit Kazán 0-3 (25-23, 17-25, 25-18, 23-25, 16-14) |

## Final Four

### Fórmula
En la final Four se disputan a partido único las dos semifinales y las finales por el título y por el 3/4 puesto. En la eventualidad de que dos equipos del mismo país llegan a la semifinal se enfrentarán entre sí.  
La Final Four fue organizada entre el 28 y el 29 de marzo en la ciudad de Berlín en el Pabellón Max Schmeling; el VK Zenit Kazán se coronó campeón por tercera vez en su historia derrotando por 3-0 los polacos del Resovia Rzeszów.

### Cuadro
|  | Semifinales     | Semifinales     |   |            | Final          | Final |  |
|  |                 |                 |   |            |                |       |  |
|  |                 |                 |   |            |                |       |  |
|  |                 |                 |   |            |                |       |  |
|  | SSC Berlín      | 1               |   |            |                |       |  |
|  | VK Zenit Kazán  | 3               |   |            |                |       |  |
|  |                 |                 |   |            |                |       |  |
|  |                 |                 |   |            |                |       |  |
|  |                 |                 |   |            | VK Zenit Kazán | 3     |  |
|  |                 | Resovia Rzeszów | 0 |            |                |       |  |
|  |                 |                 |   |            |                |       |  |
|  |                 |                 |   |            |                |       |  |
|  |                 |                 |   |            | Tercer lugar   |       |  |
|  |                 |                 |   |            |                |       |  |
|  | Resovia Rzeszów | 3               |   | SSC Berlín | 3              |       |  |
|  | Skra Bełchatów  | 0               |   |            | Skra Bełchatów | 2     |  |

| Fecha       | Partido                  | Resultado                        |
| ----------- | ------------------------ | -------------------------------- |
| 28 de marzo | Berlín - Zenit Kazán     | 1-3 (24-26, 25-21, 22-25, 15-25) |
| 28 de marzo | Resovia - Skra Bełchatów | 3-0 (25-23, 25-23, 25-22)        |

| Fecha       | Partido                 | Resultado                 |
| ----------- | ----------------------- | ------------------------- |
| 29 de marzo | Berlín - Skra Bełchatów | 3-0 (20-25, 19-25, 19-25) |

| Fecha       | Partido               | Resultado                 |
| ----------- | --------------------- | ------------------------- |
| 29 de marzo | Zenit Kazán - Resovia | 3-0 (25-22, 25-23, 25-21) |

### Campeón
| Campeón de la Liga de Campeones de 2014-15 |
| ------------------------------------------ |
| VK Zenit Kazán 3º Título                   |